# Commonwealth Games
Commonwealth Games er et multisportsarrangement for deltagere fra landene i Commonwealth of Nations. Legene blev arrangeret for første gang i 1930 under navnet British Empire Games.
Commonwealth Games har mange lighedstræk med De olympiske lege; de afholdes hvert fjerde år og har en lignende åbningsceremoni. Derudover dyrkes mange af de samme idrætsgrene, men man går særligt op i de konkurrencer som har lange traditioner i Commonwealth.